# Оскар Пастіор
О́скар Пастіо́р (нім. Oskar Pastior; 20 жовтня 1927, Германштадт, Румунія, — 4 жовтня 2006, Франкфурт-на-Майні, Німеччина) — німецький поет.

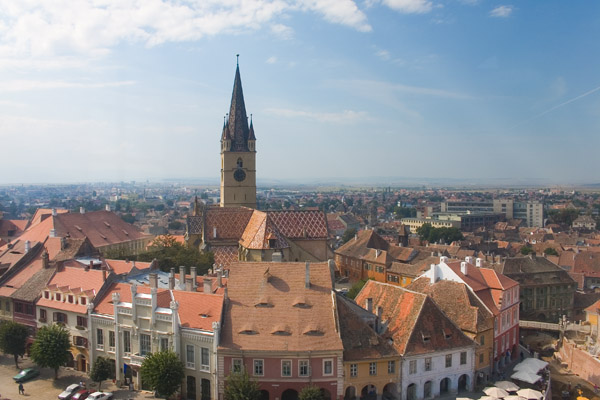
«Сібіу» (Германштадт)

## Біографія
Походив з родини трансільванських німців. 1945 року, після заняття Румунії Радянською армією як етнічний німець був депортований в радянський трудовий табір на території Донбасу. 1949 року повернувся на батьківщину, вивчав германістику в Бухарестському університеті. Після закінчення університету працював редактором німецьких передач румунського радіо (для німецької меншини в Румунії). 1964 року опублікував першу збірку віршів.
1968 року отримав стипендію у Відні і вирішив не повертатися до Румунії. З 1969 року жив у Західному Берліні.
Як стало відомо 2010 року, Оскар Пастіор кілька років перебував під наглядом румунської таємної поліції, а 1961 року він сам став її інформатором і був ним до свого від'їзду до Австрії у 1968 році.

## Творчість
Пастіор особливо цікавився ігровими поетичними формами: паліндромам, анаграмами тощо. Тож 1992 року він приєднався до французької літературної групи «УЛІПО» і став її єдиним німецьким учасником.
Крім власних віршів, Пастіору належать також численні переклади на німецьку мову румунської поезії, від Міхая Емінеску і Джордже Кошбука до Урмуза і Трістана Тцара. Пастіор перекладав також і з інших мов, зокрема твори Гертруди Стайн та вірші Велимира Хлєбнікова.
В останні роки разом з Гертою Мюллер працював над книгою про примусову працю Румунських німців в СРСР (роман «Гойдалка дихання» був закінчений Гретою Мюллер вже після смерті співавтора).

## Визнання
Пастіор був одним з найвідоміших німецьких поетів свого покоління, лауреатом низки престижних премій, зокрема премії Марбургского університету (1980), премії Гуго Балля (1990), премії Петера Гухеля (2001), премії Еріха Фрида (2002), премії Георга Бюхнера (2006).

## Твори
- Fludribusch im Pflanzenheim, Bukarest 1960.
- Offne Worte, Literaturverlag, Bukarest 1964.
- Ralph in Bukarest, Bukarest 1964.
- Gedichte, Jugendverlag, Bukarest 1965.
- Vom Sichersten ins Tausendste, Frankfurt am Main 1969.
- Gedichtgedichte, Luchterhand, Darmstadt 1973.
- Höricht, Verlag Klaus Ramm, Lichtenberg 1975.
- An die neue Aubergine, Rainer Verlag, Berlin 1976.
- Fleischeslust, Verlag Klaus Ramm, Lichtenberg 1976.
- Der krimgotische Fächer, Renner Verlag, Erlangen 1978.
- Ein Tangopoem und andere Texte, lcb-Editionen, Berlin 1978.
- Wechselbalg, Gedichte 1977—1980, Verlag Klaus Ramm, Spenge 1980.
- 33 Gedichte, Hanser, München 1983 (Обробка віршів Франческо Петрарки)
- Sonetburger, Rainer Verlag, Berlin 1983.
- Anagrammgedichte, Renner Verlag, München 1985.
- Ingwer und Jedoch, Göttingen 1985.
- Lesungen mit Tinnitus, Hanser, München 1986.
- Römischer Zeichenblock, Berlin 1986.
- Teure Eier, Paris 1986.
- Modeheft des Oskar Pastior, München 1987.
- Anagramme, Berlin 1988 (разом з Галлі)
- Kopfnuß Januskopf, Hanser, München 1990.
- Neununddreißig Gimpelstifte, Rainer Verlag, Berlin 1990.
- Eine Scheibe Dingsbums, Ravensburg 1990.
- Feiggehege, Berlin 1991.
- Urologe küßt Nabelstrang, Augsburg 1991.
- Vokalisen & Gimpelstifte, Hanser, München 1992.
- Eine kleine Kunstmaschine, München u. a. 1994.
- Das Unding an sich, Frankfurt am Main 1994.
- Gimpelschneise in die Winterreise-Texte von Wilhelm Müller, Weil am Rhein u. a. 1997.
- Das Hören des Genitivs, München 1997.
- Come in to frower, Tokyo u. a. 1998 (разом з Веронікою Шеперс та Зільке Шимпф)
- Der Janitscharen zehn, Berlin 1998.
- Standort mit Lambda, Berlin 1998.
- Pan-tum tam-bur, Frankfurt am Main 1999 (разом з Утою Шнайдер)
- Saa uum, Frankfurt am Main 1999.
- O du roher Iasmin, Weil am Rhein u. a. 2000.
- Villanella & Pantum, Hanser, München 2000.
- Ein Molekül Tinnitus, Berlin 2002 (разом з Герхільд Ебель)
- Werkausgabe, Hanser, München
  - Bd. 2. «Jetzt kann man schreiben was man will!», 2003.
  - Bd. 3. «Minze Minze flaumiran Schpektrum», 2004.
  - Bd. 1. «… sage, du habest es rauschen gehört», 2006.
  - Bd. 4. «… was in der Mitte zu wachsen anfängt», 2008.
- Gewichtete Gedichte. Chronologie der Materialien, Hombroich 2006.
- Speckturm. 12 × 5 Intonationen zu Gedichten von Charles Baudelaire, Urs Engeler Editor, Basel 2007